# Brutopie
La Brutopie est un pays imaginaire des aventures de Donald Duck et de Balthazar Picsou, créé par Carl Barks.

## Nom
Le nom Brutopie provient d'un jeu de mots entre les deux mots « brute » et « utopie », brute pour la politique de violence menée par le dictateur brutopien, utopie car les pays communistes, à l'époque, se considéraient comme idéaux, comme l'Utopie.

## Drapeau
Le drapeau brutopien représente un poignard blanc à la garde rouge, sur un fond blanc. Il s'arme ainsi : "D'argent, au poignard d'argent, la garde de gueules et la pointe à sénestre". L'argent (blanc) représente la paix et la sincérité, ces vertus qui sont inconnues en Brutopie, les gueules (rouges) représentent la force guerrière et le poignard représente l'honneur militaire.

## Géographie

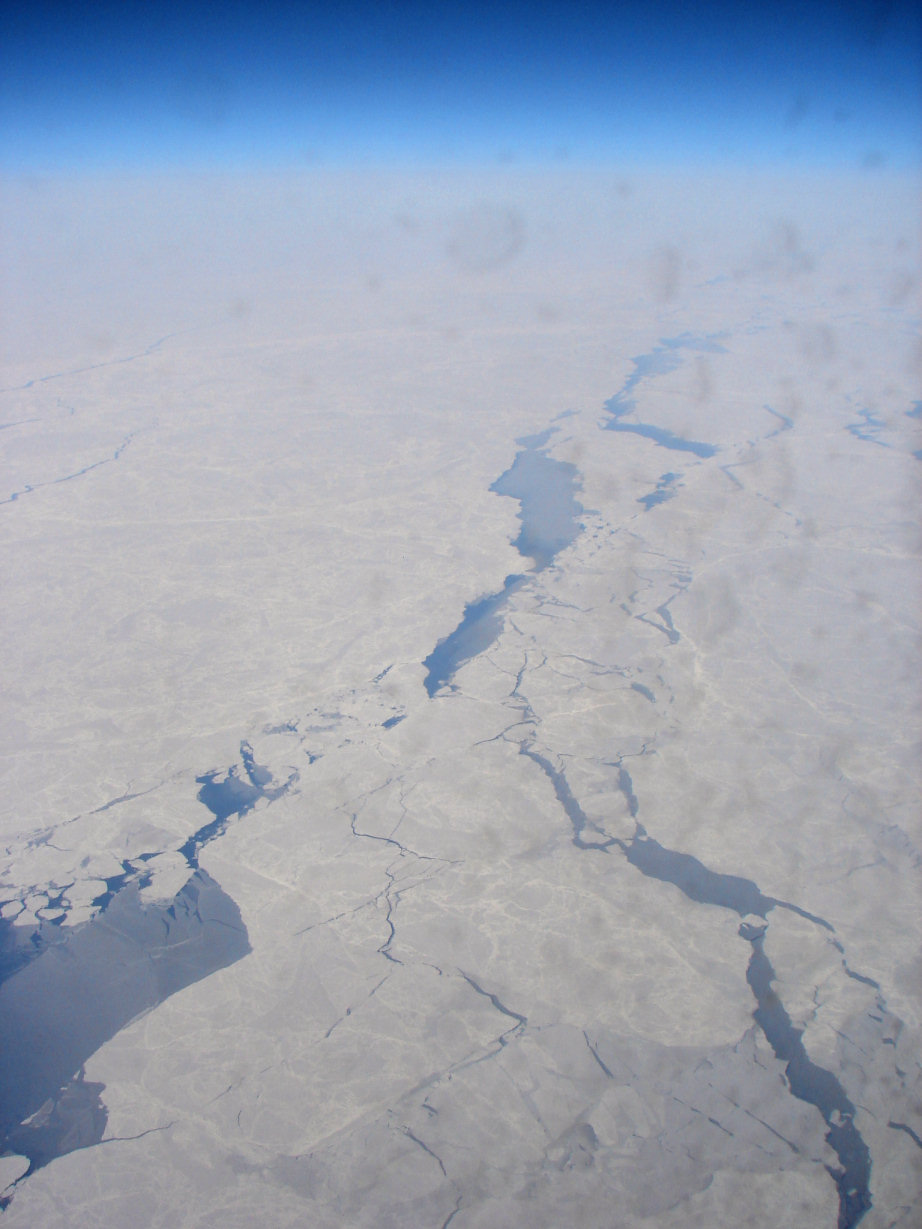
Mer des Tchouktches

La Brutopie correspond au tiers est de la Russie, c'est-à-dire la Sibérie. Sa capitale est Brutengrad. Le pays est frontalier avec la Russie, la Chine et la Mongolie, et il est bordé à l'est par la mer d'Okhotsk et la mer de Béring, au nord par la mer des Tchouktches, la mer de Sibérie orientale et la mer des Laptev.

## Politique
La Brutopie est une dictature, parodie de l'Union Soviétique de l'époque. Son objectif était de devenir la première puissance mondiale : pour cela, ils utilisaient tous les recours possibles, comme l'espionnage et le vol de technologies, entre autres. La Brutopie prit part à la conquête spatiale en envoyant des satellites artificiels dans l'espace.

## Langues
La Brutopie possède sa propre langue : le brutopien. Balthazar Picsou, malgré ses nombreuses rencontres avec des espions et des dirigeants brutopiens, n'apprit jamais cette langue. Une fois, il dut utiliser une machine inventée par Géo Trouvetou pour pouvoir la traduire.
Mais la Brutopie utilise aussi le russe, comme on peut le remarquer dans l'histoire de Don Rosa La Couronne des croisés, un commandant d'un destroyer brutopien menaçant Picsou de monter à l'abordage sur son bateau, le commandant dit alors à Picsou Стой! На абордаж ! , ce qui signifie en russe "Stop ! À l'abordage !".

## La Brutopie au fil des auteurs

### Dans les histoires de Carl Barks

#### Une affaire de glace
Picsou veut acheter un matériau rare aux enchères, le bombastium (nommé "bombonium" en français). Mais un autre homme veut ce matériau : il s'agit du dictateur de la Brutopie. Ce dernier perdit la vente et tenta de reprendre le force le bombastium des mains de Picsou.

#### Le rayon danseur
Une arme top secrète tombe entre les mains des espions brutopiens : il s'agit d'un rayon laser, qui, quand il touche quelqu'un, fait danser cette personne sans que celle-ci le veuille...

#### "Le marais sans retour"ou "Un aller simple pour l'oubli"
Un scientifique inventa un rayon redoutable : dès que quelqu'un était touché par ce rayon, il voulait absolument aller dans le marais des Neverglades, et y rester ! Mais cette arme tomba aux mains du consul brutopien à Donaldville, et celui-ci commença à l'utiliser contre les gens qu'il aimerait bien faire disparaître...

### Dans les histoires de Don Rosa

#### La malédiction de Nostrablairus
Alors que Picsou essaye, près de Paris, le médaillon du prophète Nostrablairus, qui a le pouvoir de prédire l'avenir, un satellite brutopien chute à côté de lui.

#### À l'attaque!!!
Picsou fait face à de nombreuses attaques contre son coffre-fort. L'une d'elles est menée par un espion brutopien, qui louait alors une chambre au dernier étage du Ritz donaldvillois.

#### La Couronne des croisés
Picsou et sa famille partent dans l'océan Arctique rechercher le journal de bord de Christophe Colomb. Ce livre y a été perdu par l'explorateur finlandais Adolf Erik Nordenskiöld, alors qu'il cherchait le « passage du nord-est » qui pourrait relier l'Europe à l'océan Pacifique.

### Dans les histoires d'autres repreneurs
Dans la collection Disney by Glénat, la dictature apparait dans Donald’s Happiest Adventures (scénario de Lewis Trondheim et dessin de Nicolas Keramidas, 2018). Donald y accompagne son oncle Donald Dingue, voyageant dans ce pays pour y donner une conférence.